# 黃偉峰
黃偉峰（1964年12月7日—），臺灣省彰化縣人，中華民國外交官、學者。畢業於國立政治大學外交學系學士、麻省理工學院政治學碩士、牛津大學政治學碩士／博士。曾任中央研究院歐美研究所專任副研究員、行政院大陸委員會副主任委員、駐美國臺北經濟文化代表處副代表、駐瑞士臺北文化經濟代表團大使銜代表等職務。

## 家族
黃偉峰的父親是前中央選舉委員會主任委員黃石城，母親是前國民大會代表陳照娥，妹妹則是前立法委員黃文玲。

## 職業生涯
黃偉峰在擔任行政院大陸委員會副主任委員時，與主任委員吳釗燮配合良好，又同是彰化縣人，在吳釗燮接任駐美國代表後，爭取延攬黃偉峰擔任副代表，獲得總統陳水扁的同意。
2007年8月，美國副國務卿尼格羅龐提直指臺灣入聯公投是走向臺獨，駐美國副代表黃偉峰坦承，美國要傳遞的訊息相當一致，隨不同時間點會升高傳遞訊息者本身層級，訊息強烈程度正隨時間逐步提升。且無法預估美國的動作是否會就此停止，必須由臺美關係與美中臺的大架構來看，美國反對入聯公投，因為他們認為會引起臺海緊張，但會努力溝通。
2013年6月，台灣教授協會舉辦「一中原則下的死路外交」座談會，中央研究院歐美研究所專任副研究員黃偉峰表示「中國版」的九二共識就是「統一共識」，馬政府的「一中各表」只是自欺欺人，在一中原則下，台灣外交不是活路也不是死路，而是根本無路可走。中國的立場向來是「台灣是中國的一部分」，不允許台灣以主權國家身分參與國際事務，因此不斷透過矮化台灣參與國際組織的地位，讓台灣去國家化、去政府化，服從宗主國，這對台灣主權傷害非常大。
2015年1月23日，中國共產黨中央政治局審議通過《國家安全戰略綱要》，強調「統一與領土完整」。5月，中華人民共和國全國人民代表大會公布新版《國家安全法》草案，強調維護國家統一是台湾同胞的義務。黃偉峰指出，亞洲出現新型的「結盟政治」，許多亞洲國家在經濟上倚賴中國，但在安全上依靠美國，認為當中國把台灣從民族問題升級為國安問題，也將逼得美國、日本因應，甚至做出安全承諾，此舉未必不好，反倒可讓台灣的戰略地位無形提升。
2016年7月，南海仲裁案公布後，中華民國總統蔡英文宣示「絕不接受」的立場，美國、綠營內部都有議論。8月，黃偉峰在法務部與台灣國際法學會舉辦的「南海仲裁案與台灣」研討會上，直言小國在國際政治現實要生存，不能忽略國際法的限制，台灣可以不認同仲裁結果，但不能去discredit（質疑）國際法正當性，對國際法本身不承認，甚至批評得一文不值。
2018年6月，黃偉峰在歐洲議會以「東亞新安全，經濟鏈結：歐盟與台灣的角色」為題發表演講，提到中國對外強勢，改變全球經濟安全情勢下，歐盟更應與台灣展開多方面交流，現在是啟動台歐雙邊投資協定（BIA）談判的時機。或許有人覺得歐盟此時若與台灣洽談協定，恐遭中國報復，但中國與美國貿易戰的時刻，絕對不會報復，因為中國不會在歐洲另起戰場。
2018年8月，擔任駐瑞士代表。
2021年1月，美國駐瑞士暨列支敦斯登大使麥可穆倫與黃偉峰會面。

## 外部連結
- 黃偉峰. . 台北論壇基金會. 2013年2月19日.[]
- 黃筱筠. . 台灣中國評論通訊社. 2016年12月23日.
- 黃偉峰. . 蘋果日報. 2018年5月8日.